# KR&ZV De Maas
De Koninklijke Roei- en Zeilvereeniging De Maas is een in Rotterdam gevestigde roei- en zeilvereniging, die op 1 januari 1851 werd opgericht. KR&ZV De Maas telt circa 2000 leden. Leden van de 'De Maas’ hebben, bij Koninklijk Besluit, het voorrecht een verfraaide nationale vlag als verenigingsvlag te voeren. Maasleden voeren op hun jacht een Nederlandse vlag vertonende in het rood aan de stok de verenigingsstandaard, vierkant wit veld met St. Joriskruis en gouden koningskroon.

## Geschiedenis
De vereniging werd opgericht in 1851 en behoort tot de oudste watersportverenigingen in Nederland. Uit de erfenis van Hendrik Veder (1841-1894), kreeg de vereniging een boot: 'het bekende centreboard "Hollandia" dat reeds zoo menigen prijs met haren flinken schipper Jan de Ruiter behaald heeft'. In 1901 werd de vereniging het predicaat Koninklijk verleend.
Het in jugendstil gebouwde sociëteitsgebouw  van "De Maas", ontworpen door de architecten Barend Hooijkaas jr. en Michiel Brinkman, werd geopend in 1908 en bevindt zich op de Veerdam grenzend aan de Veerhaven in Rotterdam. Het gebouw is een rijksmonument.
De Trekvogels werd in Kralingen opgericht in 1923 uit onvrede van een aantal leden van de Koninklijke Roei- en Zeilvereeniging De Maas met de weigering van het Maasbestuur om in Kralingen aan de rivier een roeinederzetting te bouwen.
In 1923 werd het clubgebouw en botenhuis van De Trekvogels gebouwd aan de Plantage tezamen met een nieuw clubhuis van de R.V. Nautilus. De Rotterdamse architect, en secretaris van Nautilus, Herman van der Kloot Meijburg ontwierp de gebouwen.
In 1933 fuseerden de Maas en de Trekvogels weer, waarna vrouwen volledig toegelaten tot het Maaslidmaatschap. In 1973 verkocht de Maas het oude clubhuis van de Trekvogels aan de Plantage. In 1974, trad de eerste vrouw tot het Maasbestuur toe.
Tijdens de Tweede Wereldoorlog werd de vereniging ontbonden, en het sociëteitsgebouw werd gevorderd als 'Wehrmachtsheim'. De voorzitter van de Maas, Willem Ruys, werd in 1942 gevangengezet en op 15 augustus 1942 door de Duitsers als gijzelaar met vier anderen als represaille vermoord.

## Vlag
De vereniging heeft bij een schrijven van de particulier secretaris van de Koningin van 8 augustus 1901 het predicaat 'Koninklijke' ontvangen, waarna op 26 september 1901 bepaald werd, dat dit tevens inhield dat door de leden van de vereniging een Koninklijke kroon in de vlag gevoerd mocht worden. Verdere bepalingen ontbreken echter en de gelijkstelling met de Nationale vlag is niet bij Koninklijk Besluit geregeld, zodat deze vlag feitelijk alleen op vlaggenmasten aan de wal of verenigingsgebouwen mag worden gevoerd.

## Heden
Mogelijkheden voor de leden om te zeilen zijn er aan de Kralingse Plas, waar ook zeilles wordt gegeven aan de jongere zeilers. Roeien is mogelijk op klein water, de Rotte, en op de rivier aan de Plantage bij Kralingen. De Veerhaven was van 1900 tot circa 1980 onder beheer van 'De Maas' en werd ook door de leden gebruikt om hun jachten aan te meren. Echter de onaantrekkelijk ligging van deze haven, te ver van de watersportgebieden alsmede het drukke scheepvaartverkeer op de Nieuwe Maas, dwong de leden uit te wijken naar de nieuwe jachthaven in Zierikzee.
Maasleden zijn actief bij het organiseren van en deelnemen aan nationale en internationale roei- en zeilwedstrijden. Ook is een aantal leden actief in het zakelijke en sociale leven van Rotterdam.

## Oud-bestuursleden
- Willem Ruys
- Otto van der Vorm
- Willy van der Vorm